# Naturdenkmal Geologischer Aufschluss am Wirtschaftsweg zwischen Wistinghauser Straße und Hermannstraße

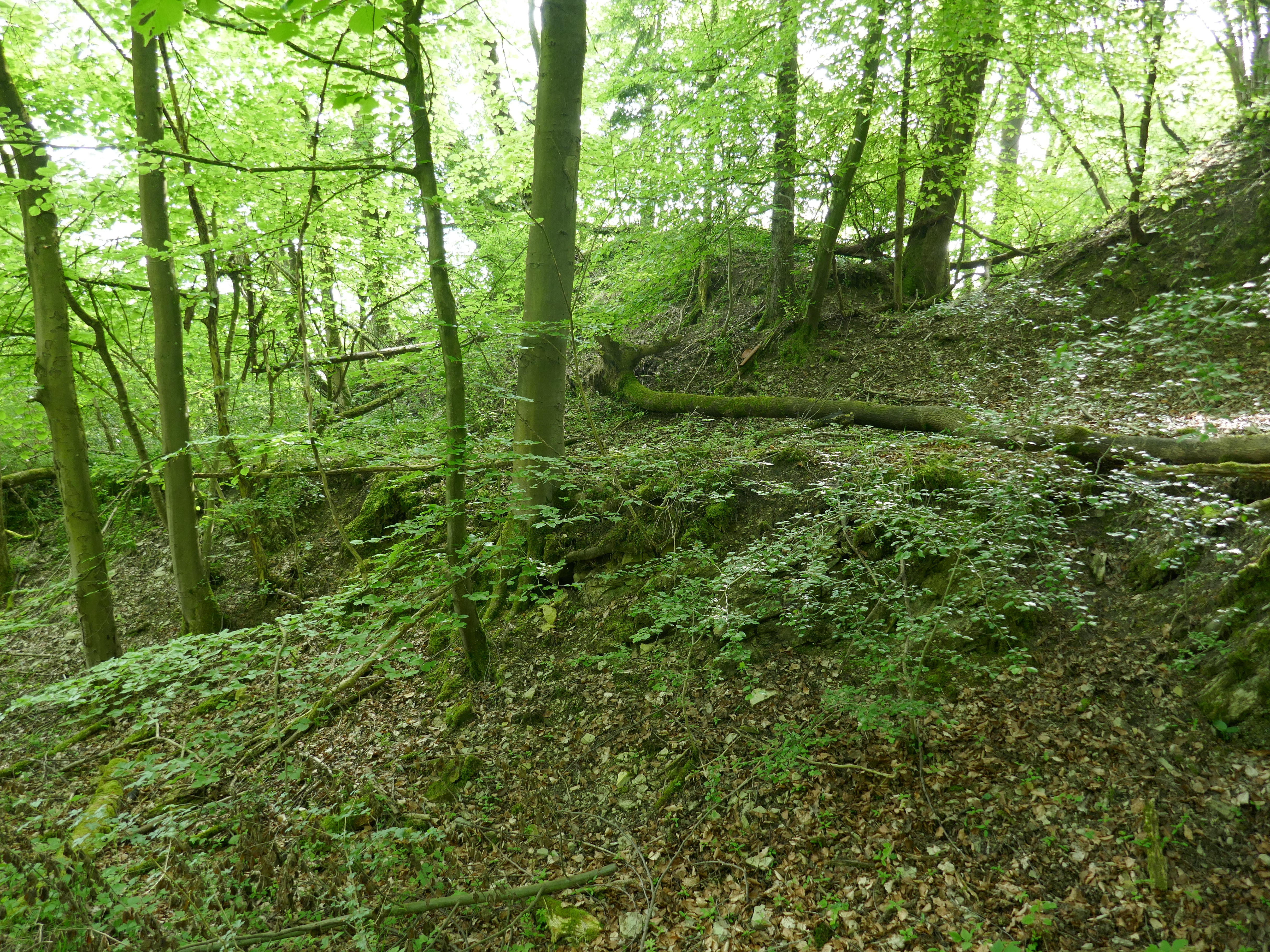
Geologischer Aufschluss

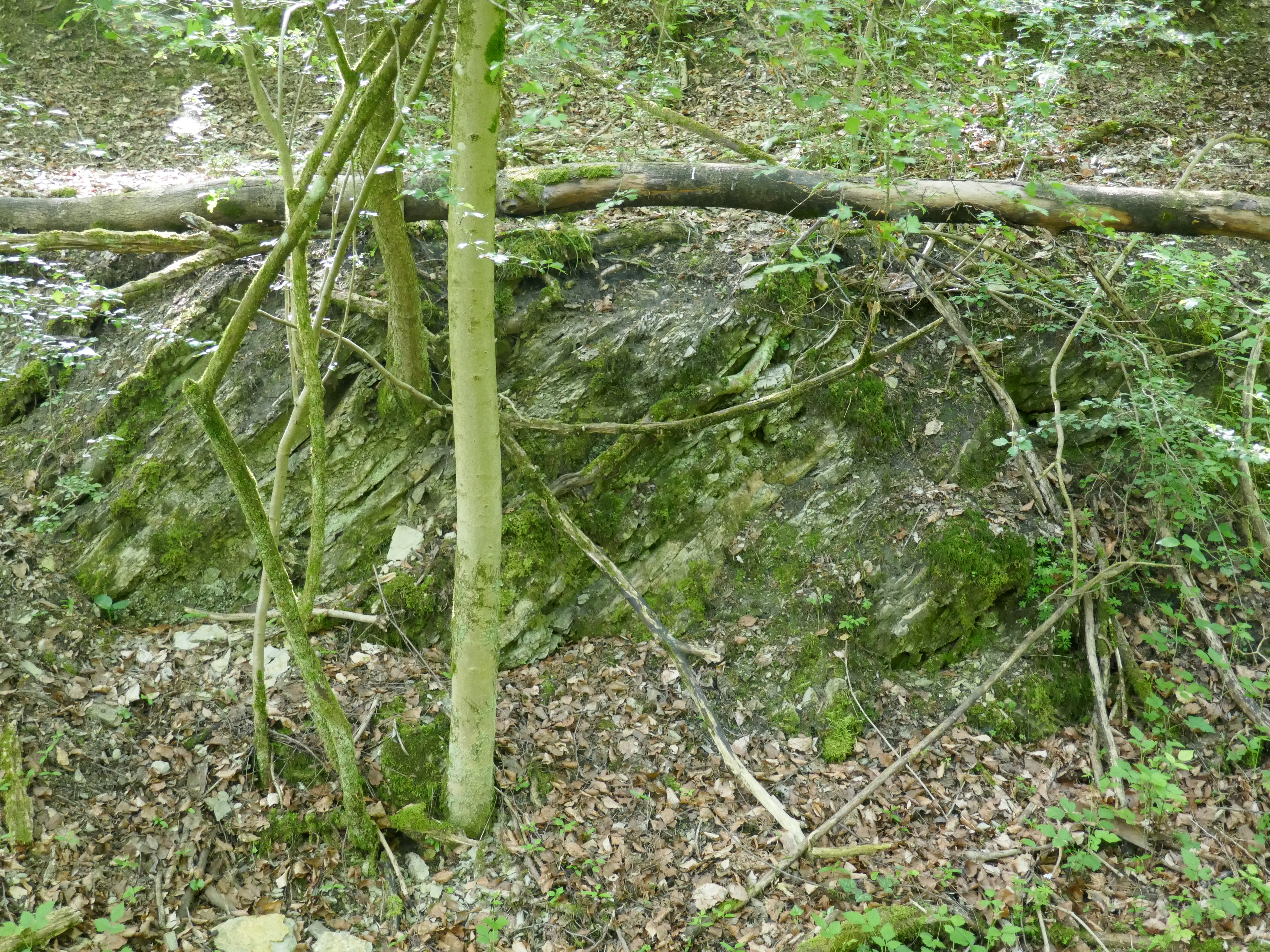
Muschelkalk

Das Naturdenkmal Geologischer Aufschluss am Wirtschaftsweg zwischen Wistinghauser Straße und Hermannstraße mit etwa 0,3 ha Flächengröße liegt östlich der Bebauung von Oerlinghausen. Es wurde 2001 mit dem Landschaftsplan Nr. 2 Leopoldshöhe/Oerlinghausen-Nord durch den Kreistag des Kreises Lippe als Naturdenkmal (ND) ausgewiesen.

## Beschreibung
Das Naturdenkmal umfasst einen geologischen Aufschluss, in dem fossilreiche Muschelkalke zu Tage treten.
Das ND, anschließende Buchenbestände und zwei weiter östlich liegende Teilflächen führt das Biotopkataster NRW vom Landesamt für Natur, Umwelt und Verbraucherschutz Nordrhein-Westfalen als schutzwürdigen Biotop Quellbäche und Buchenwaldbestände östlich Oerlinghausen (BK-4018-382) auf.
Das Biotopkataster NRW führt zum Biotop Quellbäche und Buchenwaldbestände östlich Oerlinghausen auf: „Die gefährdeten und schutzwürdigen Pflanzengesellschaften sind nur teilweise in gesellschaftstypischer Artenkombination vorhanden. Eine, in der westlichen Teilfläche gelegene, Quelle ist eingefasst und wird als Wassertretbecken genutzt. Im Gebiet befinden sich geologisch interessante Objekte. In der westlichen Teilfläche sind dies zwei Muschelkalk-Aufschlüsse, davon einer in einem aufgelassenen Steinbruch. In der östlichen Teilfläche handelt es sich hierbei um einen aufgelassenen Steinbruch in einem Kerbtal. Auf der Steinbruchsohle hat sich ein Stillgewässer entwickelt. Die Quellbäche stellen wertvolle Refugial- und Trittsteinbiotope für hygrophile Arten dar.“

## Rechtliche Vorschriften
In dem Naturdenkmal sind „alle Handlungen verboten, die zu einer Zerstörung, Beschädigung, Veränderung oder nachhaltigen Störung des Naturdenkmals oder seiner geschützten Umgebung führen können“.